# 6145 Riemenschneider
6145 Riemenschneider è un asteroide della fascia principale. Scoperto nel 1960, presenta un'orbita caratterizzata da un semiasse maggiore pari a 2,4248233 UA e da un'eccentricità di 0,1917365, inclinata di 3,11371° rispetto all'eclittica.
Prende il nome dallo scultore tardogotico/rinascimentale Tilman Riemenschneider.